# Ankhesenamun
Ankhesenpaaten (khoảng 1347 TCN - 1323 TCN) là một công chúa và vương hậu thuộc thời kỳ Amarna, Vương triều thứ 18 của Ai Cập cổ đại. Bà kết hôn với người em trai khác mẹ của mình, là pharaon Tutankhamun, sau đó đổi tên thành Ankhesenamun.

## Thân thế
Ankhesenpaaten sinh ra vào năm trị vì thứ sáu của Akhenaten, tức là khoảng năm 1347 TCN,là con gái thứ ba của Pharaon Akhenaten và vợ ông là Nefertiti, bà có một chị gái là Meritaten. Vào thời kỳ cai trị của mình, Akhenaten đã cấm người dân thờ các vị thần cũ mà độc tôn một vị thần, đó là Aten. Sau này Tutankhamun cho khôi phục lại tôn giáo cũ, ông và vợ đã đổi phần hậu tố -aten trong tên thành -amun để tỏ lòng thần phục thần Amun.

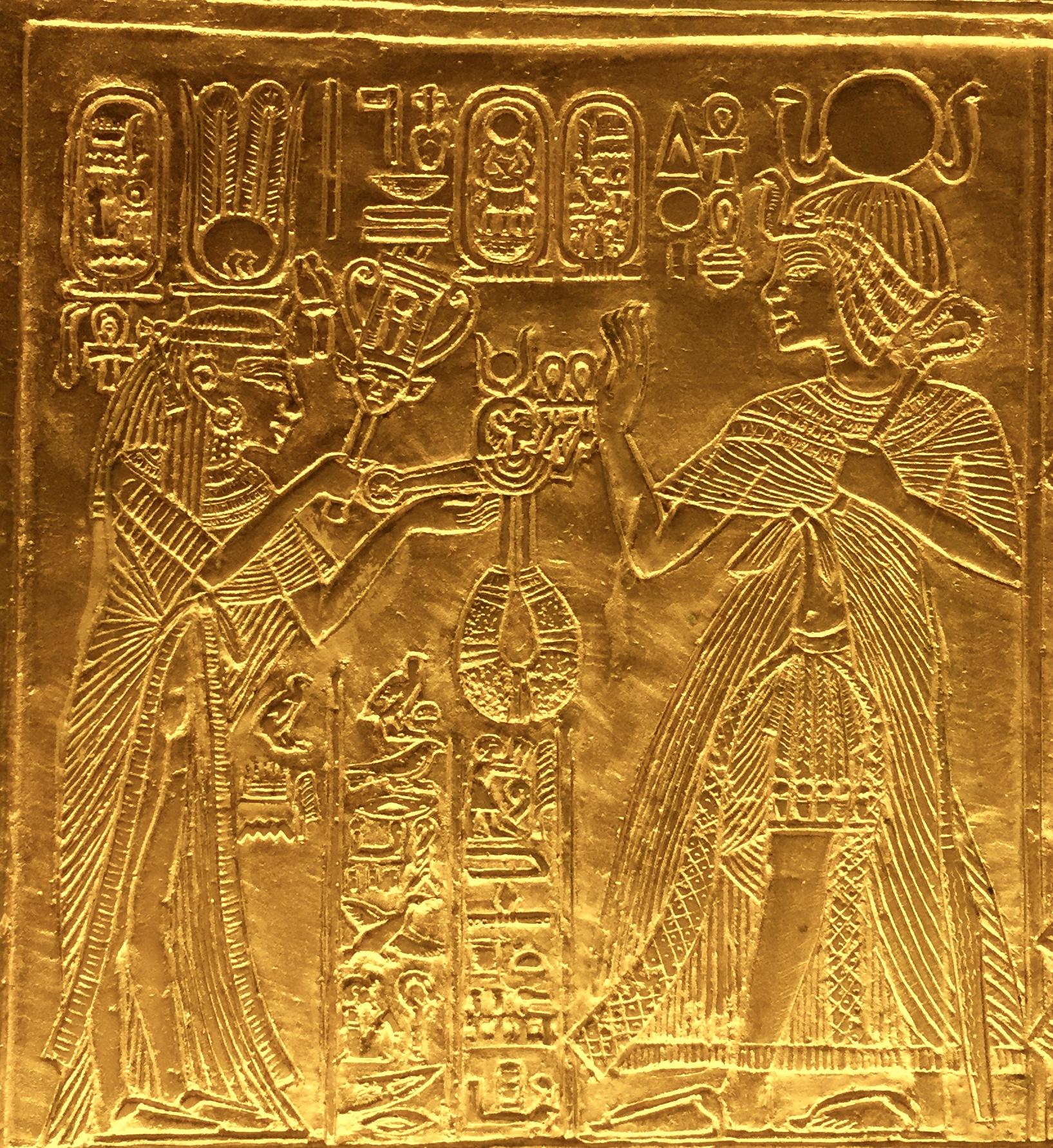
Ankhesenamun cầm sitrum (một loại nhạc cụ) và vòng cổ menat (biểu tượng của nữ thần Hathor)

Ankhesenpaaten có thể đã được sinh tại Thebes và đã lớn lên tại Amarna, kinh đô mới dưới thời cha bà. Ba người con gái lớn của Akhenaten, Meritaten, Meketaten và Ankhesenpaaten thường xuất hiện trong nhiểu nghi lễ tôn giáo và các buổi thiết triều.
Bà được tin là đã kết hôn lần đầu với chính cha ruột của mình Akhenaten, nhằm tìm cho ông một hoàng tử để kế vị ngai vàng. Một công chúa tên Ankhesenpaaten Tasherit được cho là con gái của bà với Akhenaten (hoặc Smenkhkare). Tuy nhiên, đây chỉ là phỏng đoán. Akhenaten có với ái phi là Kiya một con gái, nhưng về sau bà lại bị thất sủng mà không rõ lý do nên ông đã cho xóa tên 2 mẹ con bà, và thay thế bằng tên của Meritaten và Ankhesenpaaten.
Ankhesenpaamun, hay Ankhesenpaaten được biết đến là người vợ duy nhất của Tutankhamun, vì thế rất có khả năng hai xác ướp bào thai trong mộ của Tut là con chung của người. Ở ngôi không lâu thì Tut đột ngột băng hà, để Ankhesenpaamun trở thành góa phụ khi mới ngoài 20. Một chiếc nhẫn có khắc tên bà và pharaon Ay (kế vị của Tut) cho thấy đã có thể có một cuộc hôn nhân giữa hai người, nhưng lại không có bất cứ một kỷ vật nào khác chứng minh bà là một phối ngẫu hoàng gia. Thực tế thì Tey mới là hoàng hậu của Ay.
Ankhesenpaamun có lẽ đã mất sau Tut không lâu, khoảng 1322 TCN và không có bất cứ một văn thư nào ghi lại việc mai táng bà.

## Những lá thư từ Hittite
Một tài liệu được tìm thấy tại Hattusa, kinh đô của người Hittite, đánh dấu thời kỳ Amarna. Vua Suppiluliuma I của Hittite đã nhận một lá thư từ Ai Cập của một Nữ vương (hoặc Nữ hoàng, Vương hậu), trong thư viết rằng:
"Phu quân của ta đã mất và ta lại không có con trai. Ta nghe nói ngài có nhiều hoàng tử. Ngài hãy cho một người con trai của ngài làm chồng của ta. Ta không muốn lấy một tên thuộc hạ làm chồng... Ta rất lo sợ."

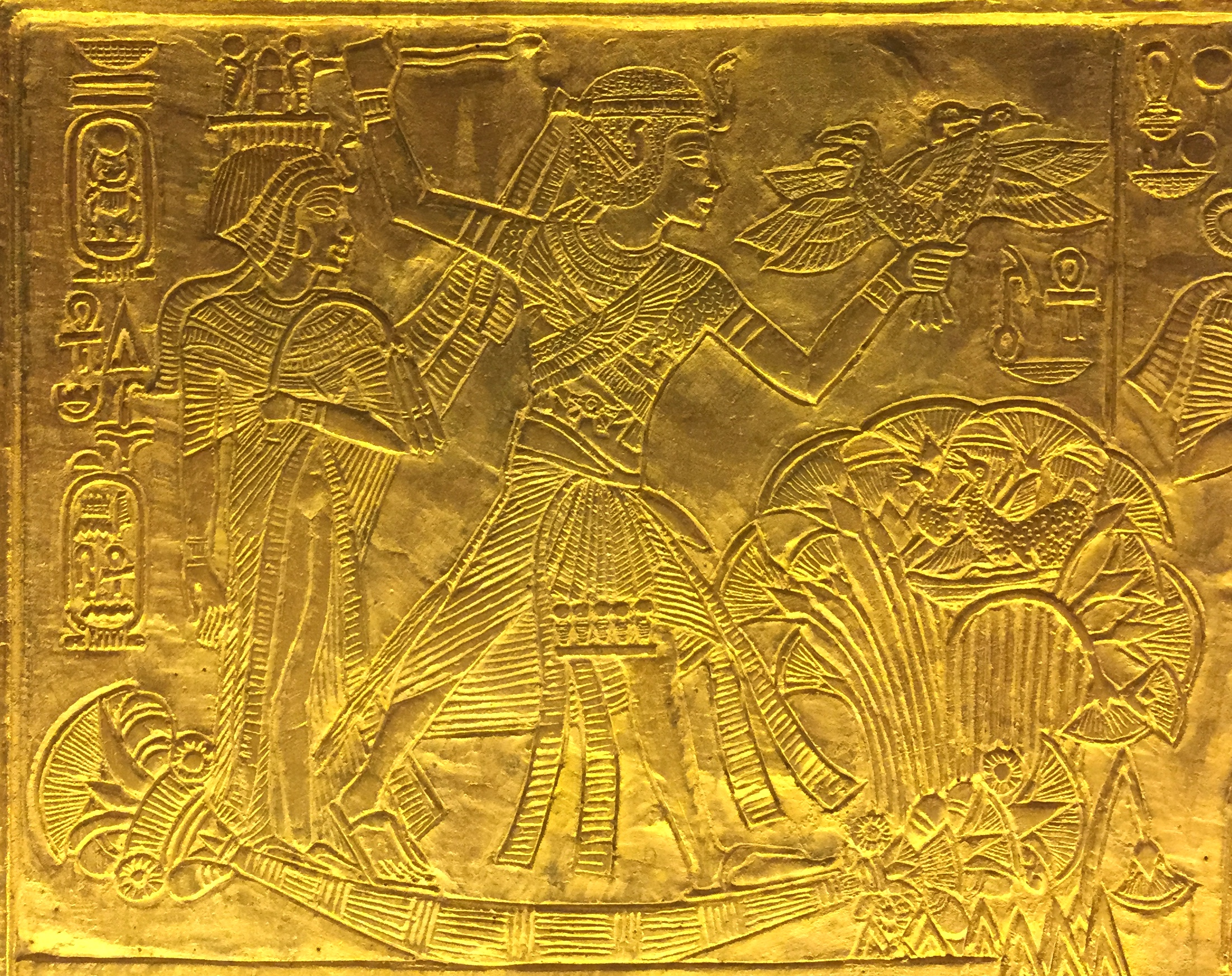
Tutankhamen và Ankhesenamun dạo chơi trên đầm lầy

Bức thư này rất đặc biệt bởi vì, người Ai Cập luôn cho những vương quốc ngoại bang là những chư hầu thấp kém. Chính vì thế, Suppiluliuma ngạc nhiên mà thốt lên với quần thần: "Điều này chưa từng xảy ra trong suốt cuộc đời trẫm". Hiểu được điều này, nhà vua đã thận trọng phái người đi dò thám. Sau đó, ông đã cho hoàng tử Zannanza đến Ai Cập, nhưng không may hoàng tử lại chết trên đường đi, có lẽ là bị sát hại. Suppiluliuma buộc tội người Ai Cập đã giết con mình, nhưng tân vương Ay lại chối bỏ điều này. Điều này đã làm nổ ra một cuộc chiến quy mô nhỏ, và phần thắng nghiêng về vua Hittite.
Vấn đề được đặt ra ở đây, vị [Nữ vương Ai Cập] này là ai? Bà được gọi là Dakhamunzu trong các bức thư đến từ người Hittite. Có lẽ là một trong ba người này Nefertiti, Meritaten, và Ankhesenamun. Ankhesenamun có lẽ thích hợp cho vị trí này bởi vì Tut không có con trai, trong khi Akhenaten lại có hai người nam kế vị (Smenkhkare, phu quân của Meritaten và Tut). Bà có thể đã bị ép kết hôn với Ay để hợp thức hóa việc lên ngôi của ông. Điều này cũng giải thích vì sao bà rất "lo sợ", và "tên thuộc hạ" ở đây có thể chỉ Ay khi ông còn đương nhiệm chức tể tướng.

## Xác ướp KV21A

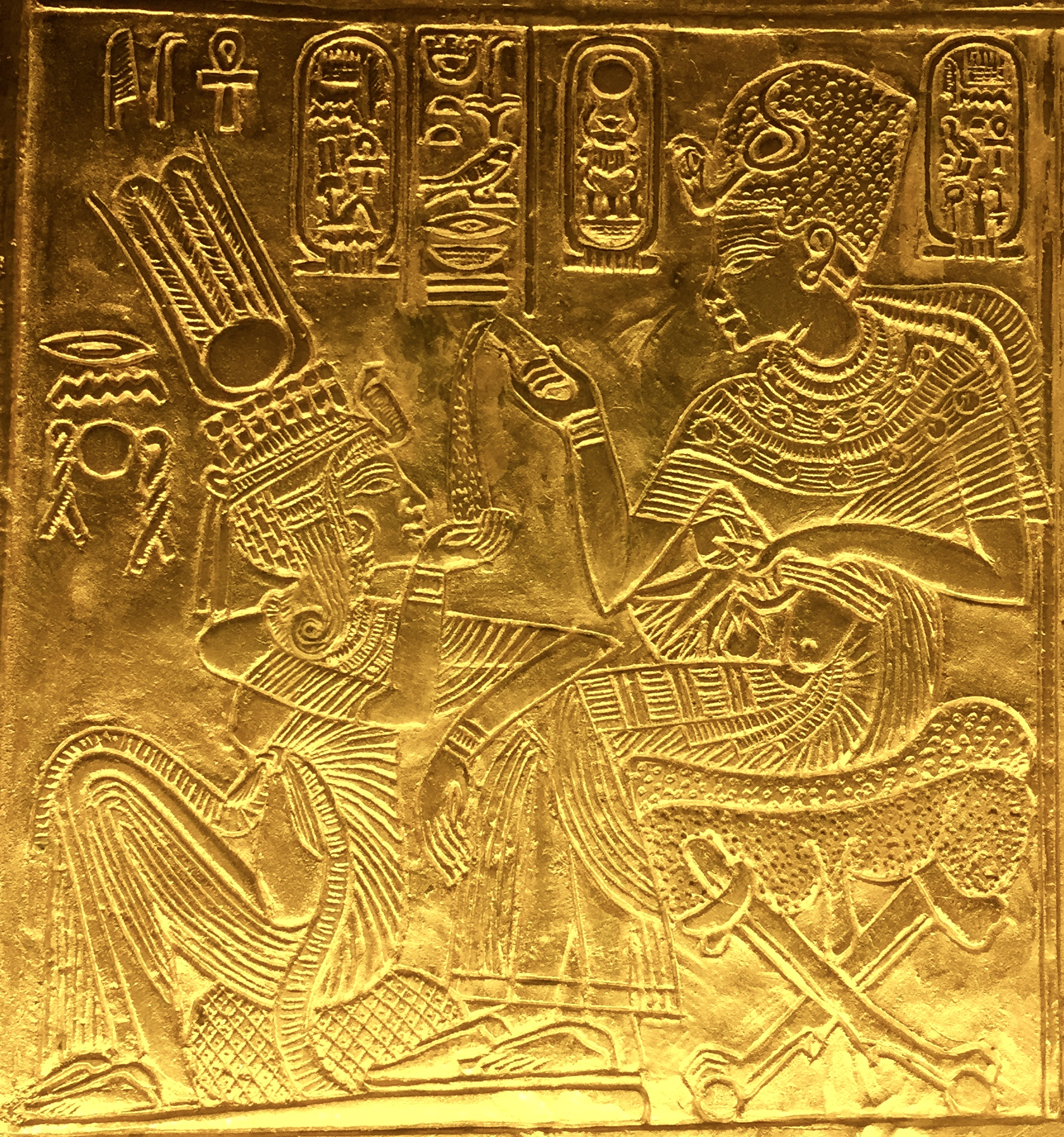
Tutankhamun đang rót mỡ thơm vào tay vợ ông là Ankhesenamun.

Một cuộc kiểm tra DNA vào tháng 2/2010 cho thấy một trong hai xác ướp nữ giới được chôn tại KV21 là mẹ của hai bào thai tại mộ của Tutankhamun, được gọi là xác ướp KV21A. Người ta không có đủ DNA để chỉ ra rằng đây có thật sự là xác ướp của Ankhesenamun không. Người ta cho KV21 chính là Ankhesenamun bởi vì bà là người vợ duy nhất được biết đến của Tut.
Tuy nhiên có một điều lạ lùng là: Nếu xác ướp KV21A là của Ankhesenamun thì xác ướp tại KV55 không phải là của Akhenaten cha bà. Theo kết quả xét nghiệm DNA thì xác ướp KV21A là mẹ của 2 bào thai nói trên, nhưng không phải là con ruột của xác ướp tại KV55. Vì thế:
- KV21A không phải là Ankhesenamun mà là một người vợ không được biết đến của Tutankhamun.
- KV55 không chứa xác ướp của Akhenaten, mà là xác ướp của Smenkhkare, người được cho là anh em với ông.
- Cả hai xác ướp trên là của Ankhesenamun và Akhenaten, nhưng họ lại không phải cha con ruột

## KV63
Sau khi khai quật ngôi mộ KV63, người ta phát hiện nhiều cỗ quan tài (một trong số đó có khắc họa hình một phụ nữ), y phục của phụ nữ, trang sức, nhiều bình gốm và muối natron. Một số mảng gốm vỡ có mang ký tự được đọc là "pa-aten". Người phụ nữ hoàng gia duy nhất mang cái tên này là Ankhesenamun. Tuy nhiên người ta không phát hiện xác ướp nào trong hầm mộ.